# Strumigenys lopotyle
Strumigenys lopotyle är en myrart som beskrevs av Brown 1969. Strumigenys lopotyle ingår i släktet Strumigenys och familjen myror. Inga underarter finns listade i Catalogue of Life.